# Калтабелота
Калтабелота (итал. Caltabellotta) је насеље у Италији у округу Агриђенто, региону Сицилија.
Према процени из 2011. у насељу је живело 3267 становника. Насеље се налази на надморској висини од 782 м.

## Становништво
| 1931. | 1936. | 1951. | 1961. | 1971. | 1981. | 1991. | 2001. | 2011. |
| ----- | ----- | ----- | ----- | ----- | ----- | ----- | ----- | ----- |
| 6.561 | 6.936 | 7.311 | 6.894 | 5.526 | 5.267 | 5.059 | 4.448 | 3.907 |